# Frauenwahlrecht in Neuseeland

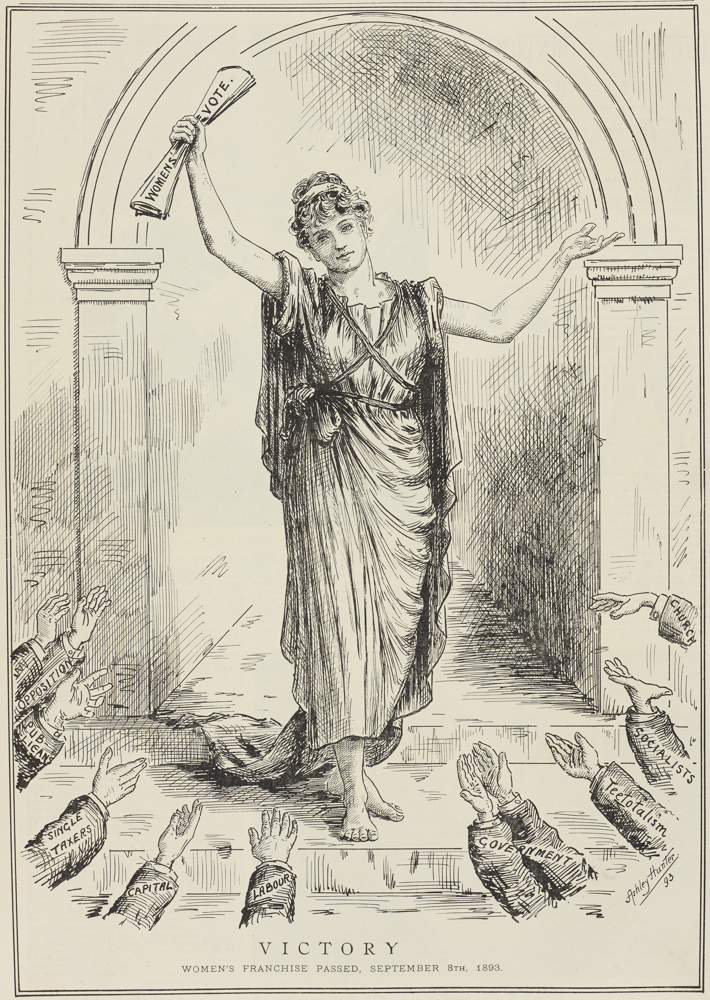
Sieg des Frauenwahlrechts in Neuseeland: Am 8. September 1893 wurde es im Parlament beschlossen.

Das Frauenwahlrecht in Neuseeland wurde 1893 zunächst lediglich als aktives Wahlrecht eingeführt. Neuseeland war damit aber der erste selbstverwaltete Staat, in dem Frauen überhaupt wählen durften. Das passive Wahlrecht für Frauen folgte 1919 und die erste Wahl einer Frau ins nationale Parlament vierzehn Jahre später. Bis zur Mitte der 1980er Jahre bewegte sich die Zahl der weiblichen Parlamentsabgeordneten im einstelligen Bereich. Bei der Parlamentswahl 2017 wurden 38 % Frauen gewählt, im Oktober 2022 saßen erstmals mehr Frauen als Männer im neuseeländischen Parlament. Im frühen 21. Jahrhundert hatten Frauen bereits jede der politischen Schlüsselpositionen mindestens einmal inne.
Der Einsatz von Politikern und Aktivistinnen für das Frauenwahlrecht beruhte unter anderem auf dem Gedankengut des britischen Philosophen John Stuart Mill und den Bestrebungen der Abstinenzbewegung, die aus den USA nach Neuseeland kam. Die Einführung des Frauenwahlrechts wurde dadurch wesentlich begünstigt, dass sich in dem jungen Staat die Parteienlandschaft und die Klassengegensätze noch nicht verfestigt hatten und der indigenen Bevölkerung beim Männerwahlrecht bereits dieselben Rechte zugestanden worden waren wie den Eingewanderten. Die zahlreichen Petitionen beschleunigten die Entwicklung. Zwischen 1878 und 1887 scheiterten mehrere Gesetzesvorlagen, die das Wahlrecht für alle Frauen oder mindestens für die begüterten von ihnen vorsahen. 1891 und 1892 erhielten im Unterhaus Gesetzesvorschläge, die alle Frauen zu Wählerinnen machen wollten, die Mehrheit; die Gesetzentwürfe wurden aber im konservativeren Oberhaus abgelehnt.

## Geschichtliche Entwicklung

### Männerwahlrecht
Das Wahlrecht in der damaligen Kolonie Neuseeland war gemäß dem New Zealand Constitution Act 1852, der Männern das aktive und passive Wahlrecht verlieh, an die Britische Staatsbürgerschaft geknüpft. Māori besaßen diese seit dem Vertrag von Waitangi von 1840, Einwanderer konnten sie generell erlangen. Für Chinesinnen und Chinesen war der Erwerb jedoch über lange Zeit nicht möglich. Vor dem Goldrausch im Land, etwa dem Goldrausch in Otago, gab es nur wenige Chinesen in Neuseeland, und einige von ihnen hatten die britische Staatsbürgerschaft erworben und konnten daher wählen. Dann jedoch strömten viele Chinesen ins Land, und aus der Gesellschaft schlug ihnen Rassismus und Ausgrenzung entgegen. Chinesen, die in den 1860er und 1870er Jahren auf der Suche nach Gold ins Land gekommen waren, wurden vom Erwerb der Staatsbürgerschaft zwischen 1908 und 1952 gänzlich ausgeschlossen, sodass sie – unabhängig vom Geschlecht – nicht wählen konnten. Der Ausschluss hatte nicht primär wahlrechtliche Gründe, sondern war Teil der Einwanderungspolitik des Landes. Diese hieß lange nur Weiße willkommen und richtete sich speziell gegen Chinesen. In den Anfängen übten nur wenige Maoris ihr Wahlrecht aus. Der Maroi Representation Act von 1867 sah dann auf der Basis eines Wahlrechts für erwachsene Männer vier spezielle Sitze für Maoris vor, drei für die Nordinsel und einen für die Südinsel. Diese Sitze sollten nur von Maoris eingenommen werden können; Maoris sollten aber auch weitere Sitze übernehmen können. Daraufhin stieg die Wahlbeteiligung bei den Maoris an.

### Der Weg zur Einführung des aktiven Frauenwahlrechts
Ein früher Meilenstein des Eintretens für das Frauenwahlrecht kann in der Schrift An appeal to the men of New Zealand (Aufruf an die neuseeländischen Männer) von Mary Ann Müller (Femina) aus dem Jahr 1869 gesehen werden. 1871 hielt Mary Ann Colclough (Polly Plum) ihren ersten öffentlichen Vortrag über Frauenrechte, auch über das Frauenwahlrecht.
Sehr schnell erlangten Frauen Wahlrechte auf lokaler Ebene: Bereits 1867 wurden einige vermögende Frauen in einigen Gemeinden wahlberechtigt, 1875 hatte sich dies im ganzen Land verfestigt; bei der Wahl zu den schulverwaltenden Gremien erhielten 1877 alle weiblichen Haushaltsvorstände das Wahlrecht, was als alle erwachsenen Frauen ausgelegt wurde; 1881 folgte das Wahlrecht für die Wahlen der Gremien, die die Lizenzierung von Alkohol vornahmen.
Im August 1878 brachte Robert Stout eine Vorlage zum Wahlgesetz ins Parlament ein. Sie sah ein aktives und passives Wahlrecht für Wahlen zum Unterhaus für Frauen vor, die ein Haus besaßen. Stout brüstete sich auch damit, dass seine Regierung die erste sei, die das passive Wahlrecht für Frauen zum Gesetz mache, und integrierte dies in die Gesetzesvorlage vom August 1878; doch diese Bestimmung wurde bereits vom Unterhaus abgelehnt. Die Bestimmung zum aktiven Frauenwahlrecht dagegen wurde mit 41 zu 23 Stimmen und später auch im Oberhaus angenommen. Doch das Gesetz scheiterte an einer anderen Bestimmung, die das Wahlrecht für Maoris betraf.
1879 wurde die Gesetzesvorlage der Regierung verändert und als Qualification of Electors Bill zur Abstimmung gebracht. Danach sollten Frauen, die über Besitz verfügten, wählen können. Gegen diesen Vorschlag stimmten sowohl diejenigen, die das Frauenwahlrecht generell ablehnten, als auch die, denen die Regelung nicht weit genug ging. 1880 scheiterte eine Gesetzesvorlage von James Wallis schon in erster Lesung, eine zweite Vorlage zog er 1881 vor der zweiten Lesung zurück.
1887 wurden dem Unterhaus zwei Petitionen für das Frauenwahlrecht mit etwa 350 Unterschriften überreicht. Im selben Jahr entwarf Julius Vogel eine Gesetzesvorlage, nach der Frauen unter den gleichen Voraussetzungen wie Männer wählen können sollten. Die Vorlage wurde in den Ausschuss verwiesen. Gegner drangen darauf, das Wahlrecht auf vermögende Frauen zu beschränken, einige Unterstützer der Gesetzesvorlage verließen die Versammlung, Gegner kamen in den Saal. Eine kurzfristig anberaumte Abstimmung über einen wesentlichen Passus der Gesetzesvorlage führte zu einer Niederlage, und Vogel war gezwungen, seinen Vorschlag zurückzuziehen.
1888 wurden zwei Petitionen mit etwa 800 Unterschriften dem Parlament überreicht.
1890 brachte John Hall ein Frauenwahlgesetz ins Parlament ein. Trotz mehrheitlicher Unterstützung scheiterte es, weil es nicht mehr rechtzeitig vor Ende der Sitzungsperiode behandelt werden konnte. Hall versuchte es dann mit einer Ergänzung zum Wahlgesetz, aber diese wurde abgelehnt.
1891 lancierte Hall erfolgreich eine Gesetzesvorlage für die Einführung des Frauenwahlrechts im Unterhaus, doch unterlag diese im Oberhaus, wo die Konservativen in der Mehrheit waren, mit zwei Stimmen.

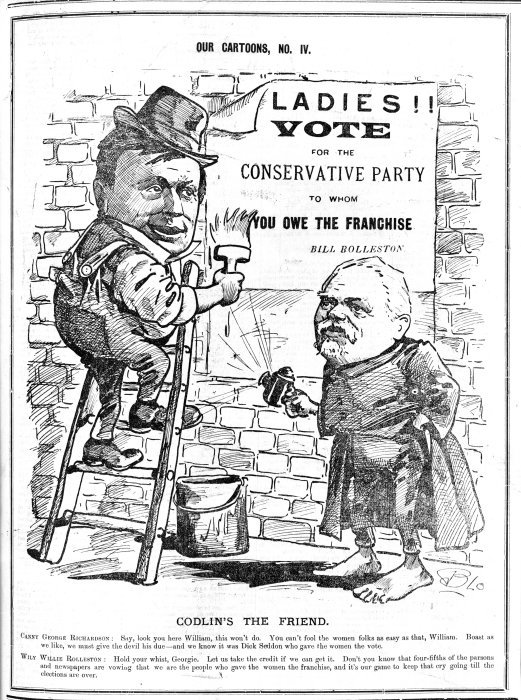
Cartoon zum Frauenwahlrecht aus Neuseeland: Meine Damen, wählen Sie die Konservativen, denen Sie Ihr Wahlrecht verdanken!

1892 wurde das Frauenwahlrecht in einen Wahlgesetzvorschlag der Regierung aufgenommen. Dieser war nicht so leicht abzulehnen, da von den Regierungsmitgliedern Solidarität erwartet wurde, auch wenn sie privat eine andere Meinung vertraten. John Ballance konnte an der entscheidenden Sitzung aus gesundheitlichen Gründen nicht teilnehmen. Sein Vertreter Richard Seddon stand der Alkoholindustrie nahe und war daher ein Gegner des Frauenwahlrechts. Er brachte die Vorlage mit dem Einbringen angeblich eingereichter Briefwahlstimmen im Unterhaus zu Fall. Zwar wurde der Regierungsentwurf nun ans Oberhaus verwiesen, doch dort saßen Vertraute von Seddon, die angewiesen waren, den Entwurf nicht zu unterstützen.
Da Hall, der das Frauenwahlrecht unterstützte, seinen baldigen Abschied vom Parlament angekündigt hatte, war schnelles Handeln geboten. Er brachte einen Konkurrenzvorschlag zum Wahlgesetzentwurf der Regierung ein, sodass die Befürworter des Frauenwahlrechts nun zwei Eisen im Feuer hatten. Vor der entscheidenden Abstimmung über den Regierungsentwurf im Oberhaus ging Seddon mit seinen Manipulationen von Abgeordneten zu weit und erntete Widerstand: Zwei Abgeordnete, die vorher gegen die Vorlage gestimmt hatten, stimmten aus Protest gegen sein Vorgehen nun dafür, um Seddons betrügerische Machenschaften wirkungslos zu machen. Somit waren in Neuseeland zwei Gegner des Frauenwahlrechts ausschlaggebend dafür, dass es Gesetz wurde.
Am 8. September 1893 wurde das Gesetz, das Neuseeländerinnen mit britischer Staatsbürgerschaft ab 21 Jahren das Wahlrecht verlieh, mit einer Mehrheit von zwei Stimmen beschlossen. Maorifrauen waren eingeschlossen. Am 19. September unterschrieb es der Gouverneur Lord Glasgow, wodurch das Gesetz in Kraft trat. Allerdings waren einige Gruppen von Frauen weiterhin ausgeschlossen; wie auch in manchen anderen Staaten gehörten Gefängnisinsassinnen und Frauen in psychiatrischen Anstalten dazu.

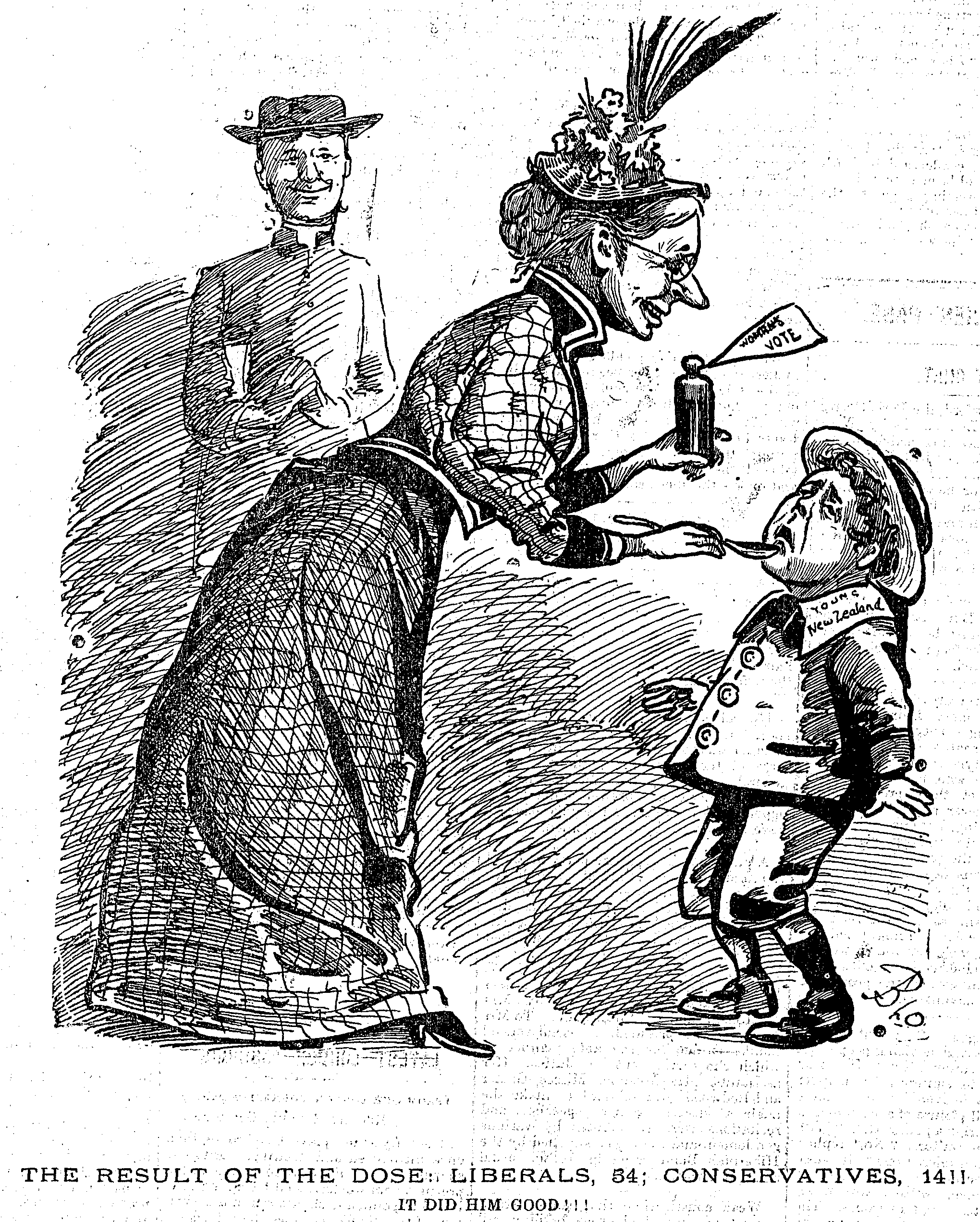
Cartoon zur ersten Wahl mit Frauenwahlrecht, die zu einem Sieg der Liberalen führte.

Für die Wahl vom November 1893, die auf die Einführung des Frauenwahlrechts folgte, registrierten sich von den etwa 140 000 erwachsenen Neuseeländerinnen über 100 000 Frauen als Wählerinnen.

### Passives Frauenwahlrecht

#### Unterhaus
Das passive Frauenwahlrecht für die Wahlen zum Unterhaus wurde erst am 29. Oktober 1919 mit dem Women’s Parliamentary Rights Act erreicht. Bei der Parlamentswahl von 1919 kandidierten zwar drei Frauen, aber keine von ihnen wurde gewählt. Die erste Wahl einer Frau ins nationale Parlament, der Labour-Abgeordneten Elizabeth Reid McCombs, erfolgte vierzehn Jahre später, am 13. September 1933. Es handelte sich um eine Nachwahl für die Hafenstadt Lyttelton. Die Nachwahl war durch den Tod ihres Mannes, des Abgeordneten James Mc Combs, nötig geworden. Elizabeth Reid McCombs starb 1935. Die Labourpolitikerin Catherine Stewart saß als zweite Frau von 1938 bis 1943 im Parlament, für den Wahlkreis Wellington West. 1949 wurde die Labourpolitikerin Iriaka Ratana die erste Maoriabgeordnete. Sie trat an die Stelle ihres verstorbenen Mannes, der das Maorimandat für die westlichen Regionen innehatte. Bis zur Mitte der 1980er Jahre bewegte sich die Zahl der weiblichen Parlamentsabgeordneten im einstelligen Bereich. Bei der ersten Wahl mit Quoten (mixed member proportional (MMP)) 1996 wurden 35 Frauen ins Parlament gewählt, fast 30 % der Abgeordneten.

#### Oberhaus
Erst 1941 erlangten Frauen das passive Wahlrecht für das Oberhaus. 1946 wurden Mary Dreaver und Mary Anderson als erste Frauen Mitglieder des Oberhauses. Sie behielten ihre Mandate bis zur Abschaffung des Oberhauses 1950.

## Untersuchung möglicher Einflussfaktoren auf die Entwicklung des Frauenwahlrechts

### Zugang von Frauen zu Bildung

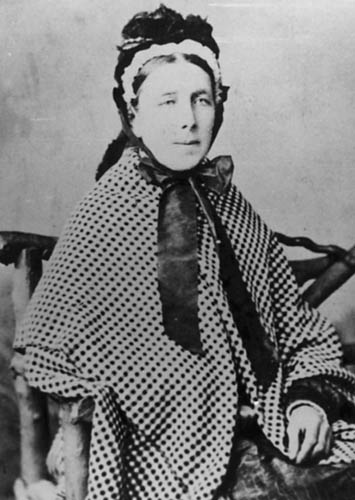
Learmonth White Dalrymple, 1880

Der Zugang von Mädchen und Frauen war in Neuseeland bereits Ende des 19. Jahrhunderts selbstverständlich, schon 1893 waren die Hälfte der Studierenden weiblich.
Diese Situation geht zu einem großen Teil auf die Pädagogin Learmonth White Dalrymple zurück. Sie hatte sich schon Mitte des 19. Jahrhunderts erfolgreich für die Sekundarschulbildung von Mädchen und die Zulassung von jungen Frauen zur Universität eingesetzt. Als Folge der guten Bildung nahmen Frauen aktiv am Arbeitsleben außer Haus teil.

### Frauenorganisationen

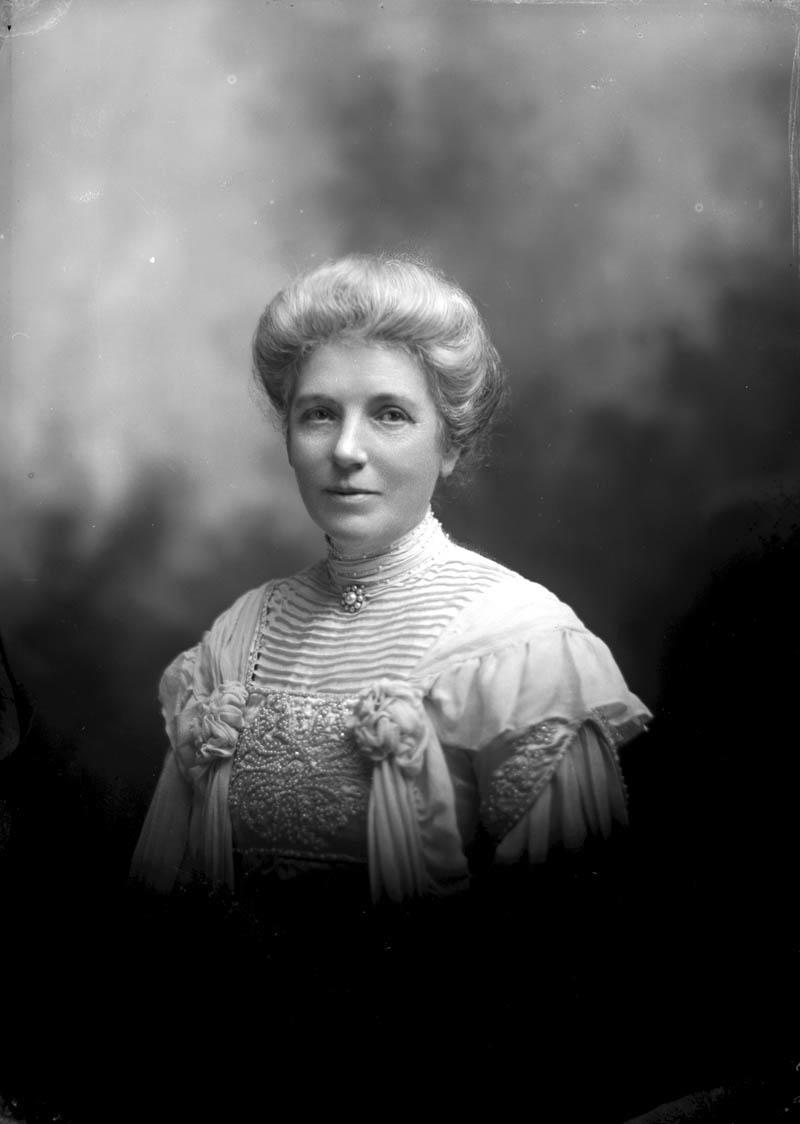
Kate Sheppard 1905

1885 kam Mary Greenleaf Clement Leavitt, delegiert von der Woman’s Christian Temperance Union (WCTU), aus den Vereinigten Staaten nach Neuseeland und gründete 1885 zusammen mit der Sozialreformerin und Suffragette Kate Sheppard die Women’s Christian Temperance Union of New Zealand. 1886 gab es bereits 15 Zweigstellen. Den Frauen war schnell klar, dass sie politisch nur dann mehr erreichen konnten, wenn Frauen das aktive Wahlrecht innehätten und auch selbst gewählt werden könnten. Auf einem Kongress unter der Präsidentschaft von Anne Ward wurde 1886 der Einsatz für das Frauenwahlrecht beschlossen. Zu diesem Zwecke wurde 1887 innerhalb der WCTU in Neuseeland das Franchise Department (Wahlrechtsabteilung) gegründet, deren Leiterin Kate Sheppard wurde. Von nun an führte sie die Kampagne für uneingeschränkte Wahlrecht für Frauen in Neuseeland. Sie veröffentlichte 1888 die sehr einflussreiche Schrift Zehn Gründe, warum neuseeländische Frauen das Wahlrecht erhalten sollen (Ten Reasons Why the Women of New Zealand Should Vote) und zeigte darin eine sehr eigenständige, unerschrockene Denkweise: Die Bedeutung der Frauen für die Kindererziehung gebe ihnen die Möglichkeit, über den Augenblick hinauszuschauen; die schwächere körperliche Konstitution lehre sie Rücksicht und Einsatz für die Bewahrung von Frieden, Gesetz und Ordnung, vor allem die Höherstellung von Recht über Macht; die Verdopplung der Wählerschaft würde das Risiko von Korruption vermindern; und nicht zuletzt stünde es einer Demokratie wie Neuseeland gut an anzuerkennen, dass alle Unbescholtenen bei der Abfassung von Gesetzen, die für alle gelten sollten, mitwirken müssten.
1889 wurde die Gewerkschaft der Schneiderinnen in Dunedin gegründet. Viele Mitglieder, darunter auch die Vizepräsidentin Harriet Morison, setzten sich für das Frauenwahlrecht ein. 1892 wurde The Women’s Franchise League gegründet und machte zunächst in Dunedin, dann in anderen Landesteilen auf sich aufmerksam.
Die Wissenschaftlerin Patricia Grimshaw vertritt die Meinung, die Einführung des Wahlrechts sei der Arbeit der feministischen Bewegung Neuseelands zu verdanken. Auch die WCTU habe feministische Motive gehabt.

### Bildung von Allianzen

#### Mit der Abstinenzbewegung
Wesentlichen Einfluss hatte die Abstinenzbewegung. Die Neuseeländerinnen waren nämlich nicht nur an der Durchsetzung politischer Rechte interessiert, sondern auch an Einfluss zur Veränderung der Gesellschaft. Nach dem Konjunkturtief der 1880er Jahre waren die negativen Folgen von übermäßigem Alkoholkonsum allgegenwärtig geworden. Ebenso wie in den USA und Großbritannien schlossen sich auch in Neuseeland Frauen, die in besonderem Maße die Leidtragenden waren, zu Organisationen zusammen. Diese Fähigkeiten und Erfahrungen kamen ihnen auch beim Einsatz für das Frauenwahlrecht zugute.

#### Mit Frauen aus allen gesellschaftlichen Schichten
Ab den 1890er Jahren verstärkte die WCTU ihre Bestrebungen, möglichst viele Frauen zu erreichen. Sie nahm mit Frauen aus der Arbeiterklasse Kontakt auf, die über die Gewerkschaften an einer Verbesserung ihrer Lage arbeiteten. Deren Anliegen ließen sich gut mit der Forderung nach einem Frauenwahlrecht kombinieren, sodass es zu einer Zusammenarbeit kam. Sheppard versuchte, alle neuseeländischen Frauen zu mobilisieren, auch die auf dem Land. Dafür setzte sie auch Stimmenwerber ein, die Hausfrauen ebenso aufsuchten wie Frauen am Arbeitsplatz. 90 bis 95 Prozent der Frauen unterzeichneten eine Petition für die Einführung des Frauenwahlrechts.

### Petitionen

Erste Seite der Petition für das Frauenwahlrecht, die in das 1893 beschlossene Gesetz zum Frauenwahlrecht einging.

1891, 1892 und 1893 reichten die Aktivistinnen um Kate Sheppard eindringliche Petitionen an das Parlament ein. 1891 wurden in acht Petitionen über 9000 Unterschriften gesammelt, 1892 in sechs Petitionen insgesamt schon fast 20 000 und 1893 in 13 Petitionen fast 32 000, was fast ein Viertel der erwachsenen Frauen europäischer Abstammung Neuseelands ausmachte.
Neuseeland war einer der wenigen Staaten, in denen die Einreichung von Petitionen im Parlament die Einführung des Frauenwahlrechts beförderte. Diese machten das Argument der Gegner zunichte, die Frauen würden das Frauenwahlrecht gar nicht wollen.

### Parteipolitische Verhältnisse
In Neuseeland waren die Vorbehalte der Parlamentarier gegen das Frauenwahlrecht kleiner als in anderen Staaten. Die Parteien hatten noch keine lange Geschichte, und die Unterschiede zwischen ihnen waren viel geringer als etwa in Großbritannien und die Parteidisziplin weit weniger ausgeprägt als dort. Dies verhinderte, dass Sachfragen zum politischen Spielball wurden.
Drei politische Führer erwarben sich um die Einführung des Frauenwahlrechts besondere Verdienste: Julius Vogel, Robert Stout und William Pember Reeves. Doch allein der Einsatz führender Politiker für das Frauenwahlrecht konnte keinen Wandel in Bezug auf das Frauenwahlrecht zustande bringen, wie das Beispiel Großbritannien zeigt; dort führte die Befürwortung durch Benjamin Disraeli und Balfour nicht zum Erfolg.

### Vorbildbewusstsein der jungen Demokratie

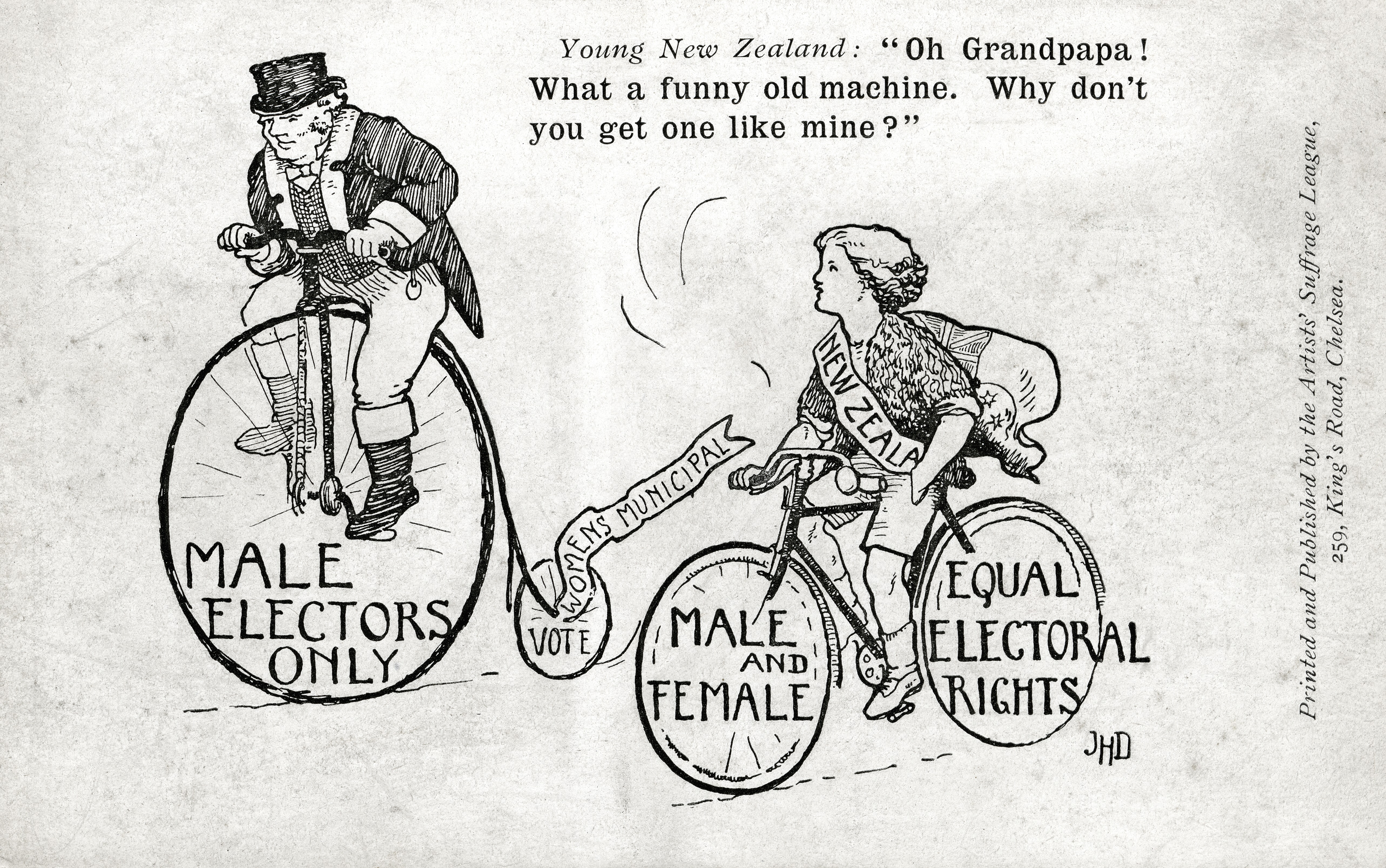
Cartoon zum Frauenwahlrecht aus Neuseeland

Neuseeland war stolz auf seine fortschrittliche demokratische Gesetzgebung, mit der es internationales Interesse weckte. Es wurde als politisches Gehirn der modernen Welt und wahre Demokratie bezeichnet. Die Einführung des Frauenwahlrechts war ein weiteres progressives Vorhaben, mit dem Neuseeland auf sich aufmerksam machen konnte.

### Geringes Klassenbewusstsein
In anderen Staaten hatte die Existenz sozialer Klassen die Einführung des Frauenwahlrechts behindert. In Neuseeland gab es kaum Klassenunterschiede, denn die meisten Einwohner hatten noch keine lange Geschichte im Land, in der sich ein Status hätte verfestigen können.

### Stellung der indigenen Bevölkerung
1893 rief die Frauenrechtlerin und Aktivistin Meri Te Tai Mangakāhia im Māori-Parlament dazu auf, Māori-Frauen das aktive und passive Wahlrecht für dieses Gremium zu geben, aber ihr Vorstoß scheiterte.
Als sich die Parlamente zwischen 1890 und 1893 mit dem Frauenwahlrecht beschäftigten, gab es wenig bis keine Bestrebungen, Māori-Frauen auszuschließen. Die politischen Rechte der Frauen konnten gewährt werden, indem auch für sie die vier speziellen Māori-Mandate galten. Das allgemeine Frauenwahlrecht von 1893 schaffte dieses vorher entworfene System, das die Siedler vor eventuellen militärischen Angriffen von Māoris und deren politischer Macht schützen sollte, nicht ab. Das Wahlgesetz vom 19. September 1893 brachte das allgemeine Wahlrecht für Māori-Frauen und weiße Frauen.

## Beteiligung von Frauen am politischen Leben

### Meilensteine in der Vergangenheit: Exekutive
Am 29. November 1893, dem Tag nach der ersten Parlamentswahl, zu der Frauen zugelassen waren, wurde Elizabeth Yates aus Onehunga als erste Frau im British Empire zur Bürgermeisterin gewählt. 1947 wurde die Abgeordnete Mabel Howard Neuseelands erste Ministerin. Bis zur Niederlage der Labour-Partei im Jahr 1949 war sie Ministerin für Gesundheit und Kindeswohl, in der Labourregierung von 1957 bis 1960 Sozialministerin. 1972 wurde die Parlamentsabgeordnete Whetu Tirikatene-Sullivan die erste Māori-stämmige Ministerin. 1997 löste Jenny Shipley nach Querelen in der New Zealand National Party deren Vorsitzenden Jim Bolger im Parteivorsitz ab und wurde die erste Premierministerin Neuseelands. Nach den Wahlen vom November 1999 wurde die Labourabgeordnete Helen Clark die erste gewählte Premierministerin des Landes.

### Gegenwart
Bei der Parlamentswahl von 2017 wurden 38 % Frauen gewählt; 1981 waren es nur 9 %. Im frühen 21. Jahrhundert haben Frauen bereits jede der politischen Schlüsselpositionen mindestens einmal inne: Jacinda Ardern wurde 2017 die dritte Premierministerin, Patsy Reddy wurde 2019 Generalgouverneurin, Margaret Wilson war von 2004 bis 2008 Sprecherin des Unterhauses und von 1999 bis 2005 Generalstaatsanwältin. Sian Elias war von 1999 bis 2019 und Helen Winkelmann ist seit 2019 Präsidentin des Obersten Gerichtshofes.